# قشلاق ارامنه
قشلاق ارامنه یکی از روستاهای استان آذربایجان شرقی است که در دهستان نوجه‌مهر بخش سیه‌رود شهرستان جلفا واقع شده‌است. این روستا ۵۲ نفر جمعیت دارد.